# رونغوماي

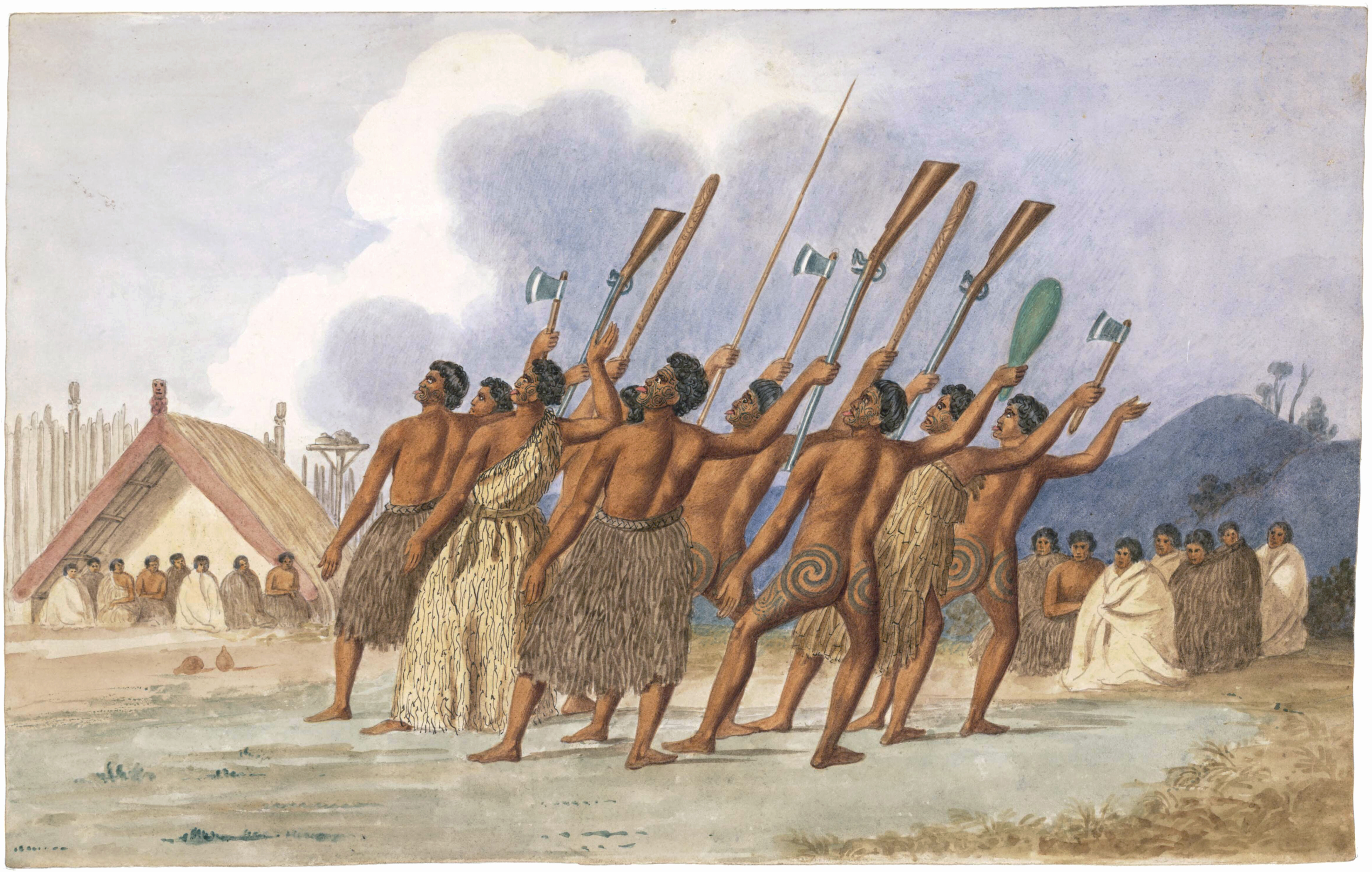
رقصة حرب، نيوزيلاندا

في الأساطير الماورية، يشير رونغوماي (Rongomai) إلى عدة كيانات:
- إله المذنب.[2]
- إله القبائل في منطقة بحيرة تاوبو.
- رئيس زورق ماهوهو في رحلته من هاوايكي إلى نيوزيلندا. كان قد غرق عندما انقلب الزورق، وأكلت السمكة آرارا جسده، منذ أن احتجزه نغا بوهي وراروا إيوي، الذين يزعمون أنهم ينحدرون من رونغوماي.
- نيزك أو مذنب، شوهد في ضوء النهار الكامل عندما كانت قبيلة نغاتي هاو تحاصر القلعة المسماة رانجيورو في أوتاكي، التي احتلتها قبيلة نغاتي أوا، في الآونة الأخيرة نسبيًا.